# Conseil des Forces armées
Le Conseil des Forces armées est une organisation militaire canadienne qui a pour but de conseiller le Chef d'état-major de la Défense sur les questions de commandement, de contrôle et d'administration des Forces canadiennes. Le conseil est composé du Chef d'état-major de la Défense, du Vice-chef d'état-major de la Défense, des dirigeants de chaque commandement environnemental des Forces canadiennes (le Commandement la Force terrestre, le commandement de la Force aérienne et le commandement de la Force maritime) et d'autres officiers seniors.

## Composition
La composition du Conseil des Forces armées (en février 2011) :
- Général Walter Natynczyk, chef d'état-major de la Défense
- Vice-amiral Bruce Donaldson, vice-chef d'état-major de la Défense
- Vice-amiral Dean McFadden, commandant de la Marine royale canadienne
- Lieutenant-général Peter Devlin, commandant de l'Armée canadienne
- Lieutenant-général André Deschamps, commandant de l'Aviation royale canadienne
- Contre-amiral A.M. Smith, chef du personnel militaire
- Major-général D.C. Tabbenor, chef - Réserves et cadets
- Brigadier-général Blaise Cathcart, juge-avocat général des Forces canadiennes
- Major-général J.M.C. Rousseau, chef du renseignement de la Défense
- Premier-maître de première classe Robert Cléroux, adjudant-chef des Forces canadiennes